# Jaromír Šámal
Jaromír Šámal (12. července 1900 Praha – 5. června 1942 Praha - Kobyliská střelnice) byl český zoolog, entomolog a hydrobiolog.

## Život
Narodil se do rodiny významného českého politika a kancléře českých prezidentů Přemysla Šámala. Ten byl účastníkem protirakouského i protiněmeckého odboje, což jej stálo život – v roce 1941 zemřel v Berlíně na následky věznění a neléčené ledvinové choroby. Jako by to předurčilo osud i Jaromíra Šámala. Po gymnaziálních studiích přešel na Přírodovědeckou fakultu Karlovy Univerzity, kde jeho učiteli byli prof. Mrázek a doc. Komárek. Po získání titulu doktora v roce 1923 se stal hned asistentem prof. Weniga a později prof. Jandy v stavu pro všeobecnou a pokusnou zoologii. Odtud odešel na České vysoké učení technické, habilitoval se tam v oboru všeobecné a užité entomologie a v roce 1935 byl jmenován profesorem zoologie. Tak jako jeho otec se i on zapojil do protiněmeckého odboje a v době druhého stanného práva byl 5. června 1942 v Kobylisích zastřelen.

## Rodina
Otec Přemysl zemřel v roce 1941 v Berlíně na následky věznění a neléčené ledvinové choroby. Maminka byla poslána do koncentračního tábora Osvětim.
Jeho děti Jiřího a Alenu odvleklo gestapo. 12. července 1942 byly transportovány přes Polsko do Německa na převýchovu. Po skončení války byly obě děti vypátrány a navráceny do Československa. Manželka Jaromíra Šámala Milada rozená Cebeová byla zatčena 10. července 1942. V následujících letech prošla koncentračními tábory Terezín, Osvětim a Ravensbrück. Poté byla převezena do vězení v Berlíně, kde zůstala do konce války.

## Dílo
Odborně se zaměřoval na pošvatky, některé skupiny jepic nebo na ryby z hlediska biologie a patologie.

## Publikace (výběr)
- Studie o biologii Perla abdominalis Burm (Plecoptera) , Nákl.vlastní, Praha 1924
- Studie o obaleči Woeberově (Grapholitha Woeberiana Schiff.), škůdci třešňových sadů , Praha 1926
- Studie o vzrůstu kapřího plůdku v souvislosti s výživou. II, Rozbor potravy ve vzrůstové periodě, Nákl. vlastní, Praha 1935
- (Úplný seznam je v práci Breindlově, viz níže)